# カセド (ロケット)
カセド（ペルシア語: قاصدQased、ペルシア語で「メッセンジャー」の意）は、人工衛星打ち上げ能力のあるイランのロケットである。

## 概要
輸送起立発射機より打ち上げられる多段式ロケット。 イラン国営放送が、2020年4月22日にイスラム革命防衛隊が打ち上げに成功したと報道した。 公開された動画にはロケット名と思われるカセドの文字と、『彼を称えます。これらのものを私たちに服従させる御方。これは私たちには叶わなかったことです』というコーランの一節が記されていた。
公開動画を確認した評論家は『ロケットは未公開のものと思われ、一段目は液体、二段目は固形燃料の可能性がある』としている。
また、ロケットの発射が従前のイラン宇宙機関ではなくイスラム革命防衛隊によって行われたことも特異であり、アメリカのマイク・ポンペオ国務長官は『イランの宇宙開発が民間によるものという説明は信頼性を失う』と非難した。

## 打ち上げ
打ち上げはイラン高原のカヴィール砂漠のシャールードミサイル発射場で行われ、事前の通知も行われなかった。 米軍は高度430キロで赤道に59.8度傾くほぼ円形の軌道で地球を周回する2つのオブジェクトを確認したと公表。 打ち上げられた衛星と切り離されたロケット上段と思われ、打ち上げが成功したことが確認された。 イスラム革命防衛隊は打ち上げた衛星についてNoor(光の意味)と命名し、多目的で戦略的情報収集能力を備えた軍事衛星と発表した。 また、イスラム革命防衛隊の司令官であるホセイン・サラミ氏は、衛星の打ち上げを1979年4月22日にイスラム革命防衛隊が設立されたことを記念したものだとした。

### 打ち上げ実績
| 回数 | 打ち上げ日時(UTC) | モデル | ペイロード | 重量 | 用途     | 結果 |
| ---- | ----------------- | ------ | ---------- | ---- | -------- | ---- |
| 1    | 2020年4月22日     | カセド | Noor       |      | 軍事衛星 | 成功 |